# Вулиця Вічева
Вулиця Вічева — невелика вулиця у Галицькому районі міста Львова, що сполучає вулицю Сніжну з вулицею Гонти та площею Данила Галицького. Прилучаються вулиці Піша та Насипна.

## Історія
Невелика площа виникла перед брамою монастиря Бенедиктинок, заснованого 1596 року, і здавна звалась Бенедиктинською. Розміри площі свідчать про її давнє походження, можливо ще з княжих часів.
Після ліквідації міських фортифікацій на початку XIX століття виникла вуличка Бенедиктинська, що сполучила площі Бенедиктинську та Дров'яної торговиці (нинішня площа Данила Галицького). З 1950 року Бенедиктинські площа та вулиця стали називатись Вічевими.
З 1990 року площею Вічевою називається майдан між вул. Лесі Українки, Театральною та Низький замок, на якому від  розташований митецький ринок «Вернісаж».

## Забудова
№ 1 — триповерхова кам'яниця середини XIX століття з великим подвір'ям. У 1981 році на розі будинку встановлено меморіальну таблицю І. Франку (скульптор Дмитро Крвавич, архітектор Михайло Федик).
№ 2 — Свято-Покровський монастир Сестер Студійського уставу УГКЦ. Колишній Монастир сестер Бенедиктинок. Монастир було споруджено за наказом Станіслава Сапоровського у 1597—1616 роках за проєктом Павла Римлянина. З початку XIX століття при ньому функціонувала школа для дівчат. За радянських часів тут містилися гуртожиток та навчальний корпус № 2 Львівського музично-педагогічне училища імені Філарета Колесси, що займали повністю комплекс монастиря бенедиктинок. З відродженням на початку 1990-х років УГКЦ в монастирі розпочало діяльність згромадження сестер-студиток, які займаються мистецькими справами (ткацтвом, вишиванням, писанкарством, господарсько-ремісничою діяльністю). На базі монастиря відкрито престижну школу Святої Софії. Комплекс монастиря внесений до Реєстру пам'яток архітектури місцевого значення під охоронним № 369-м.
№ 4 — в будинку провела останок життя Юлія з Крушинських, дружина Маркіяна Шашкевича, де й померла 1896 року.

Світлини вуличної забудови
Меморіальна таблиця Іванові Франку (вул. Вічева, 1)
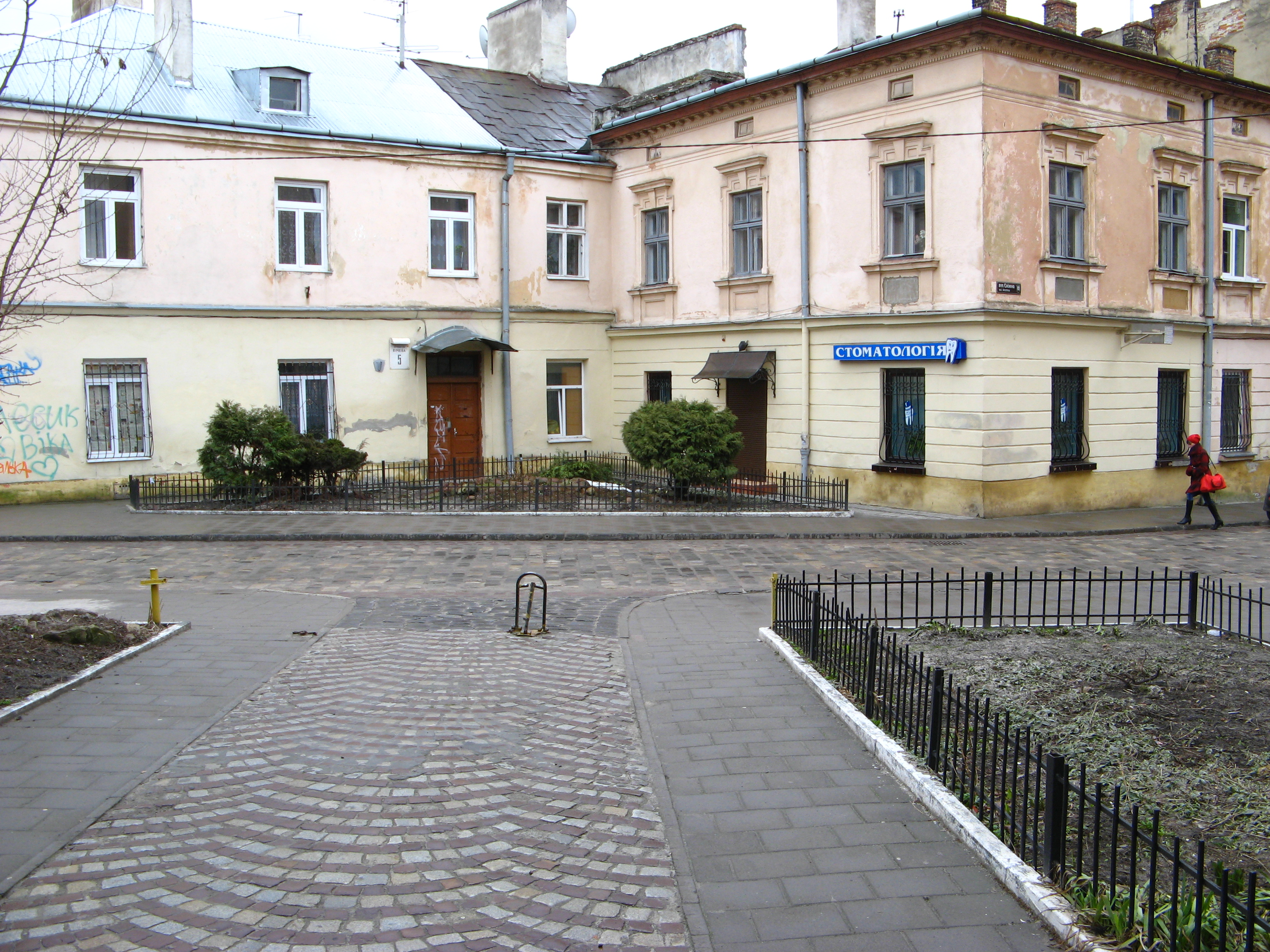
Вигляд на вулицю Вічеву з брами монастиря бенедиктинок
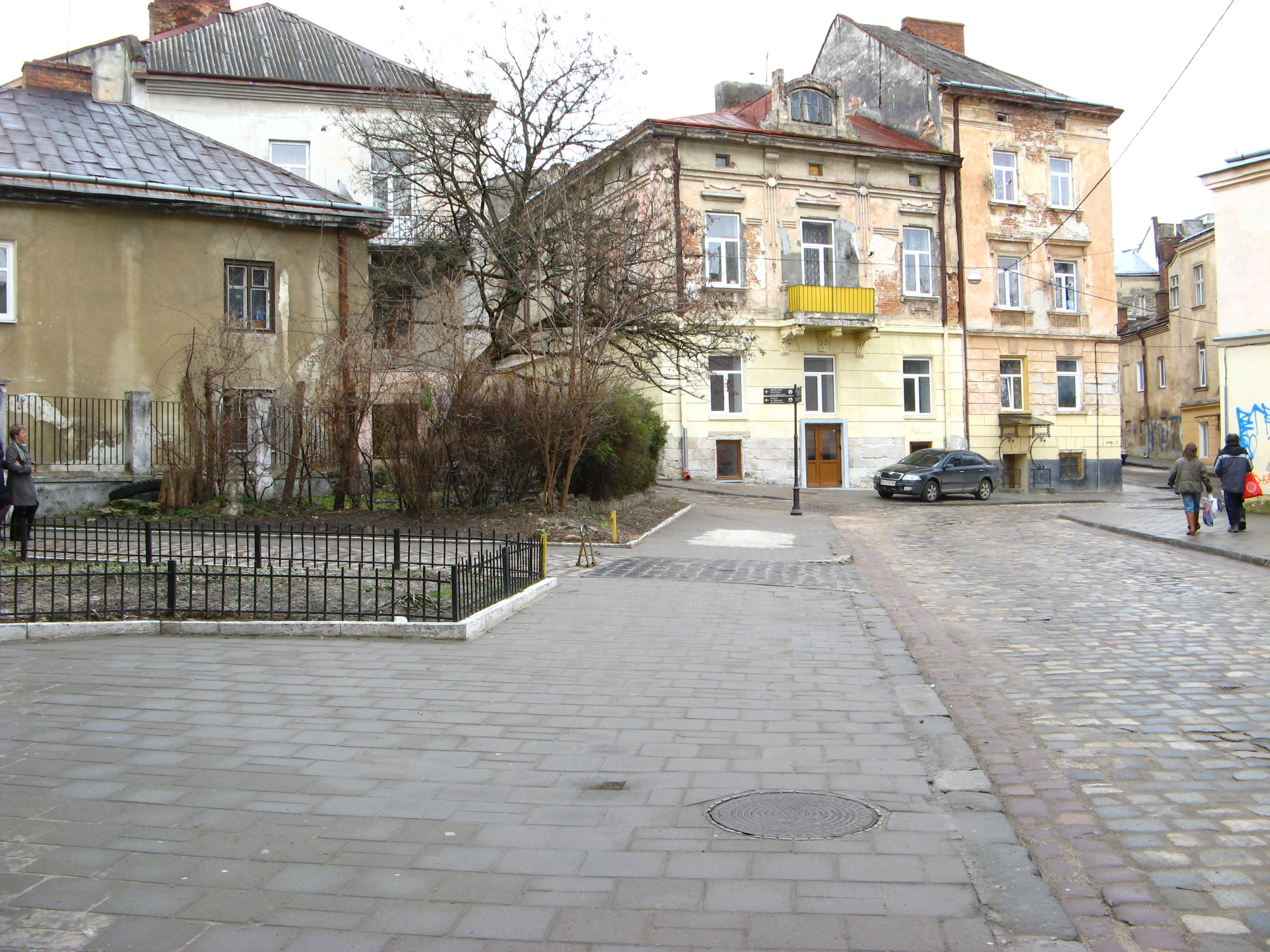
Вигляд на східну частину вулиці Вічевої